# Île Saint-Denis
Het Ile Saint-Denis is een eiland in de Seine, in het Franse departement Seine-Saint-Denis, in de regio Île-de-France. Het eiland valt samen met de gemeentegrenzen van de gemeente L'Île-Saint-Denis en is daarmee, naast Béhuard, een van de slechts twee riviereilanden in Frankrijk die één gemeente vormen.
Het dankt zijn naam, net als de naburige stad Saint-Denis en de kathedrale basiliek Saint-Denis, aan Saint-Denis, die de eerste bisschop van Parijs (Lutetia) zou zijn geweest.
Het 1,77 km² groot eiland wordt gevormd door de twee takken van de Seine op de locatie. De linkerarm, de "kleine arm" of "Gennevilliers-arm" genoemd, dient als de grens tussen het departement Seine-Saint-Denis (in het oosten) en het departement Hauts-de-Seine (in het westen). De rechterarm wordt de "grote arm" genoemd; het kanaal Canal Saint-Denis komt erin uit.
Het eiland is 4,4 km lang van de zuidpunt tot de noordpunt. Het beschrijft echter een 6,6 km lange, op het westen gerichte boog met de loop van de rivier. De maximale breedte is ongeveer 280 meter.